# Canthon honsi
Canthon honsi är en skalbaggsart som beskrevs av Vladimir Balthasar 1939. Canthon honsi ingår i släktet Canthon och familjen bladhorningar. Inga underarter finns listade.